# Prototipazione digitale

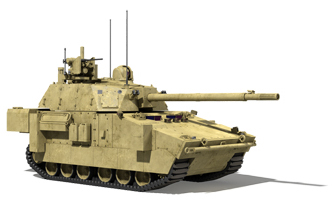
Digital mockup relativo a un Mounted combat system

La prototipazione digitale (in inglese digital mockup) o DMU è un'attività di costruzione ed analisi virtuale, eseguita mediante elaboratore, di oggetti, componenti ed assiemi fisici.
Il digital mockup permette la simulazione di assemblaggi, interazioni tra componenti e costruzioni prima che questi vengano effettivamente realizzati. E quindi permette la valutazione di scenari od opzioni alternative e l'identificazioni di problemi.
Il digital mockup si basa su strumenti informatici Computer Aided Design e di gestione dati ed ha avuto grande sviluppo dall'inizio degli anni '90 con il consolidamento degli strumenti CAD 3D (tridimensionali).
Esempi di digital mockup sono: la progettazione del vano motore di autoveicoli, la verifica dell'assemblaggio di aerei ed elicotteri, il controllo e la modifica di tubazioni negli impianti e nelle navi.
In generale maggiore è il numero di componenti in gioco o la complessità maggiore è il ritorno dell'investimento in digital mockup.